# Flutterband Trio
Das Flutterband Trio ist ein Musikensemble aus Hamburg. Seit seiner Gründung 2008 widmet es sich vor allem Crossover-Kompositionen des Geigers und Komponisten Hans-Christian Jaenicke. Er verbindet in dieser Musik Elemente des Tango Nuevo und der Neuen Musik mit Werken Johann Sebastian Bachs zu eigenständigen Werken. Im Dokumentarfilm Tango Pasión von Kordula Hildebrandt (2015) ist die Musik des Flutterband Trios erstmals auch im Kino zu hören.

## Besetzung
- Hans-Christian Jaenicke (Violine)
- Cyrille Guignard (Piano)
- Bernd von Ostrowski (Kontrabass)

## Konzerte (Auswahl)
- 2009 eigenarten Festival, Alfred Schnittke Akademie International, Hamburg[2]
- 2010 RUHR.2010 – Kulturhauptstadt Europas, Bochum[3]
- 2013 Ruhrfestspiele, Recklinghausen

## Diskografie
- 2011: Bach Tunes and Free Tango (edition 46)[4]